# Michail Andrejewitsch Balugjanski

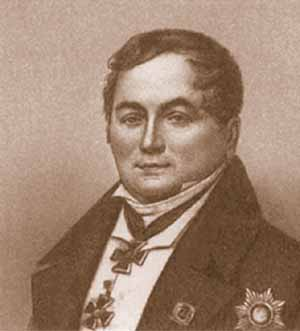
Mihály Balugyánszky (Bild zu Brockhaus-Efron, Band 8, S. 817)

Michail Andrejewitsch Balugjanski (russisch Михаил Андреевич Балугьянский, ukrainisch Михайло Андрійович Балудянський Mychajlo Andrijowytsch Baludjanskyj, ungarisch Mihály Balugyánszky; * 26. Septemberjul. / 7. Oktober 1769greg. in Vyšná Olšava, heute Slowakei; † 3. Apriljul. / 15. April 1847greg. in St. Petersburg) war ein russischer Rechtsanwalt, Wirtschaftswissenschaftler und Staatsmann ruthenisch-ungarischer Herkunft.
Er war Gründungsrektor der Staatlichen Universität Sankt Petersburg, als dieser 1819 der Rang als Universität verliehen wurde. Zwei Jahre später trat aus Protest gegen die Entlassung von Professoren als Rektor zurück. Er war später Senator und Vorstand der Kabinettskanzlei des Zaren Nikolaus I.